# Москвин, Сергей Михайлович
Сергей Михайлович Москви́н (1868—1915) — генерал-майор, герой русско-японской и Первой мировой войн.

## Биография
Родился 24 апреля 1868 года.
Образование получил в Ярославской военной прогимназии, по окончании которой 28 августа 1885 года был зачислен в Санкт-Петербургское пехотное юнкерское училище. 24 марта 1889 года выпущен подпоручиком в 96-й пехотный Омский полк, 24 марта 1893 года произведён в поручики.
Затем служил в Сибирских стрелковых полках, 6 мая 1900 года произведён в штабс-капитаны. В 1900—1901 годах принимал участие в кампании против боксёров и 6 мая 1901 года получил чин капитана.
В 1904—1905 годах Москвин состоял в 34-м Восточно-Сибирском стрелковом полку, сражался против японцев, за боевые отличия получил несколько орденов и чин подполковника (в 1905 году, со старшинством от 17 августа 1904 года). Высочайшим приказом от 27 января 1907 года Москвин был награждён орденом св. Георгия 4-й степени
В бою, в ночь с 28-го на 29-е сентября 1904 года, на левом Тумынлинском перевале, он, командуя сначала батальоном, а когда выбыли офицеры — 6 1/2 ротами, повёл свои роты в атаку на неприятельскую позицию, первым вошёл в неприятельский окоп и затем, в течение 2 1/2 часов, овладел тремя укреплёнными пунктами, истребив совершенно их гарнизон.
26 ноября 1909 года Москвин был произведён в полковники. 2 апреля 1913 года он был назначен командиром 17-го Сибирского стрелкового полка, во главе которого встретил начало Первой мировой войны.
21 января 1915 года Москвин умер от ран, из списков исключён 7 февраля. 5 мая 1915 года он был посмертно произведён в генерал-майоры, а Высочайшим приказом от 9 июня того же года посмертно награждён Георгиевским оружием:
За то, что в боях под гор. Лодзью в ноябре 1914 г., в течение нескольких дней, командуя полком и находясь в боевой линии войск, отбив все повторные настойчивые атаки значительно превосходных сил противника и не уступил своей позиции у д. Роги. Поверяя расположение своих рот был ранен.

## Награды
Среди прочих наград Москвин имел ордена:
- Орден Святого Станислава 2-й степени с мечами (1905 год)
- Орден Святой Анны 4-й степени (1905 год)
- Орден Святой Анны 2-й степени с мечами (1905 год)
- Орден Святой Анны 3-й степени с мечами и бантом (1906 год)
- Орден Святого Владимира 4-й степени с мечами и бантом (1906 год)
- Орден Святого Георгия 4-й степени (27 января 1907 года)
- Георгиевское оружие (9 июня 1915 года)